# Zomerfestival Vlaanderen
Zomerfestival Vlaanderen was een muziekfestival dat van 2005 tot 2008 op verschillende locaties in Vlaanderen en Nederland werd gehouden. De toegang was gratis. De gemiddelde opkomst bedraagt 2000 à 2500 bezoekers per concertavond, in de zomer van 2005 betekende dit meer dan 600.000 bezoekers. De initiatiefnemer van het project Zomerfestival Vlaanderen is vzw Divers, organisator van culturele manifestaties.